# Чемпіонат Європи з футболу 2012 (склади команд)/Данія
Склад збірної Данії на чемпіонаті Європи 2012
| №               | Гравець              | Клуб (у 2012)       | Дата народження   | Вік      | Ігор                        | Голів                       |                             |
| Воротарі        | Воротарі             | Воротарі            | Воротарі          | Воротарі | Воротарі                    | Воротарі                    | Воротарі                    |
| --------------- | -------------------- | ------------------- | ----------------- | -------- | --------------------------- | --------------------------- | --------------------------- |
| 1               | Стефан Андерсен      | «Евіан»             | 26 листопада 1981 | 43       | 10                          | 0                           |                             |
| 16              | Андерс Ліндегор      | «Манчестер Юнайтед» | 13 квітня 1984    | 40       | 5                           | 0                           |                             |
| 22              | Каспер Шмейхель      | «Лестер Сіті»       | 5 листопада 1986  | 38       | 0                           | 0                           |                             |
| Захисники       |                      |                     |                   |          |                             |                             |                             |
| 3               | Сімон К'єр           | «Рома»              | 26 березня 1989   | 35       | 24                          | 0                           |                             |
| 4               | Даніель Аггер        | «Ліверпуль»         | 12 грудня 1984    | 40       | 46                          | 6                           |                             |
| 5               | Симон Поульсен       | «АЗ»                | 7 жовтня 1984     | 40       | 18                          | 0                           |                             |
| 6               | Ларс Якобсен         | «Копенгаген»        | 20 вересня 1979   | 45       | 50                          | 1                           |                             |
| 12              | Андреас Б'єллан      | «Норшелланн»        | 11 липня 1988     | 36       | 6                           | 1                           |                             |
| 13              | Жорес Окоре          | «Норшелланн»        | 11 серпня 1992    | 32       | 3                           | 0                           |                             |
| 18              | Даніель Васс         | «Евіан»             | 11 липня 1988     | 36       | 6                           | 0                           |                             |
| Півзахисники    |                      |                     |                   |          |                             |                             |                             |
| 2               | Крістіан Поульсен    | «Евіан»             | 28 лютого 1980    | 45       | 91                          | 6                           |                             |
| 7               | Вільям Квіст         | «Штутгарт»          | 24 лютого 1985    | 40       | 28                          | 0                           |                             |
| 8               | Крістіан Еріксен     | «Аякс»              | 14 лютого 1992    | 33       | 23                          | 2                           |                             |
| 14              | Лассе Шене           | «Неймеген»          | 27 травня 1986    | 38       | 10                          | 2                           |                             |
| 15              | Мікаель Сільбербауер | «Янг Бойз»          | 7 липня 1981      | 43       | 24                          | 1                           |                             |
| 19              | Якоб Поульсен        | «Мідтьюлланн»       | 7 липня 1983      | 41       | 22                          | 1                           |                             |
| 20              | Томас Каленберг      | «Евіан»             | 20 березня 1983   | 41       | 38                          | 4                           |                             |
| 21              | Нікі Сімлінг         | «Брюгге»            | 19 квітня 1985    | 39       | 11                          | 0                           |                             |
| Нападники       |                      |                     |                   |          |                             |                             |                             |
| 9               | Мікаель Крон-Делі    | «Брондбю»           | 6 червня 1983     | 41       | 21                          | 4                           |                             |
| 10              | Денніс Роммедаль     | «Брондбю»           | 22 липня 1978     | 46       | 116                         | 21                          |                             |
| 11              | Ніклас Бендтнер      | «Арсенал»           | 16 січня 1988     | 37       | 48                          | 18                          |                             |
| 17              | Ніклас Педерсен      | «Гронінген»         | 10 листопада 1987 | 37       | 8                           | 0                           |                             |
| 23              | Тобіас Міккельсен    | «Норшелланн»        | 18 вересня 1986   | 38       | 3                           | 0                           |                             |
| Головний тренер |                      |                     |                   |          |                             |                             |                             |
| Данія           | Мортен Ольсен        |                     | 14 серпня 1949    | 75       | Середній вік гравців: 26,57 | Середній вік гравців: 26,57 | Середній вік гравців: 26,57 |
|                 |                      |                     |                   |          |                             |                             |                             |

| Гравців національного чемпіонату: | Гравців національного чемпіонату:     | 7    |
|                                   | «Норшелланн»                          | 3    |
|                                   | «Брондбю»                             | 2    |
|                                   | «Копенгаген», «Мідтьюлланн»           | по 1 |
| Легіонерів:                       | Легіонерів:                           | 16   |
|                                   | Англія, Нідерланди, Франція           | по 4 |
|                                   | Бельгія, Італія, Німеччина, Швейцарія | по 1 |